# 正穴
正穴（せいけつ）とは、十二経絡上の経穴と、奇経の任脈・督脈上にある経穴をいう。基準としては、『十四経発揮』である。